# Andreas Bieringer
Andreas Bieringer (* 10. Oktober 1982 in Vöcklabruck) ist ein österreichischer römisch-katholischer Theologe und  Hochschullehrer.

## Leben
Bieringer absolvierte 2001 das Stiftsgymnasium Kremsmünster und studierte von 2002 bis 2008 katholische Fachtheologie, katholische Religionspädagogik und Germanistik an den Universität Wien und der Universität Salzburg (Magisterarbeit bei Johann Paarhammer). Zwischen 2009 und 2013 führten mehrere Forschungsaufenthalte an die Katholische Universität von Amerika und die Fordham University sowie nach Rom. 2012 erfolgte seine Promotion zum Dr. theol. bei Thomas Prügl und Hans-Jürgen Feulner an der Universität Wien. Anschließend wirkte er von 2013 bis 2014 als Akademischer Rat am Lehrstuhl für Liturgiewissenschaft der Universität München.
Von 2014 bis 2017 war Bieringer Professor für Praktische Theologie (Liturgik) und Transition an der Pädagogischen Hochschule Niederösterreich in Baden bei Wien sowie Dozent an der Wiener Hochschule für Agrar- und Umweltpädagogik. 2017 wechselte er als Dozent an die Philosophisch-Theologische Hochschule Sankt Georgen in Frankfurt am Main, wo er nach seiner Habilitation im Jahr 2022 (Universität Salzburg) zum Professor ernannt wurde und den Lehrstuhl für Liturgiewissenschaft, Hymnologie und christliche Kunst übernahm.
Seine Forschungsschwerpunkte sind ortskirchliche Rezeption der Liturgiereform, liturgische Bewegung im transatlantischen Vergleich (USA-Europa), liturgische Anthropologie, poetische Liturgie: Liturgiewissenschaft und Literatur, Hymnologie und Gesangbücher im Spiegel der Frömmigkeit.

## Schriften (Auswahl)
- A halfway house to aggiornamento? Die ersten muttersprachlichen Messbücher in den USA (1964–1966). Regensburg 2014, ISBN 3-7917-2619-6.
- als Hrsg. mit Jan-Heiner Tück: „Verwandeln allein durch Erzählen“. Peter Handke im Spannungsfeld von Theologie und Literaturwissenschaft. Herder, Wien 2014, ISBN 978-3-451-32673-8.
- als Hrsg. mit Hans-Jürgen Feulner, Benjamin Leven: Erbe und Erneuerung. Die Liturgiekonstitution des Zweiten Vatikanischen Konzils und ihre Folgen. Wien 2015.
- „Gott, der mich erfreut von Jugend auf.“ Arnold Stadler und die Liturgie. In: Jan-Heiner Tück (Hrsg.): „Auch der Unglaube ist nur ein Glaube“. Arnold Stadler im Schnittfeld von Theologie und Literaturwissenschaft. Herder, Freiburg 2017, ISBN  978-3-451-34925-6, S. 41–60.

- Gottesdienst in der Literatur. Entwurf einer kultursensiblen Liturgiewissenschaft, (= Pietas liturgica - Studia 26). Narr Francke Attempto Verlag, Tübingen 2023, ISBN 978-3-7720-8788-2.